# Atriplex eardleyae
Atriplex eardleyae är en amarantväxtart som beskrevs av Paul Aellen. Atriplex eardleyae ingår i släktet fetmållor, och familjen amarantväxter. Inga underarter finns listade i Catalogue of Life.